# أن (إقليم فرنسي)
أَيْن (بالفرنسية: Aisne 
تنطق بالفرنسية: [ɛːn]
) هو إقليم فرنسي تابع لمنطقة بيكارديا في فرنسا. يأخذ الإقليم إسمه من نهر الأين. أعطت كل من المعهد الوطني للإحصاء والدراسات الاقتصادية ومؤسسة لا بوست كود الترقيم البريد 02.

## تسمية السكان
يسمى سكان إقليم الآن بعبارة أكسونيه (Axonais). هذه التسمية تأتي من نفس اسم النهر الذي يعبر الإقليم ولكن باللغة الكلتية المحلية واسمه أكسونا (Axona).

## الجغرافيا

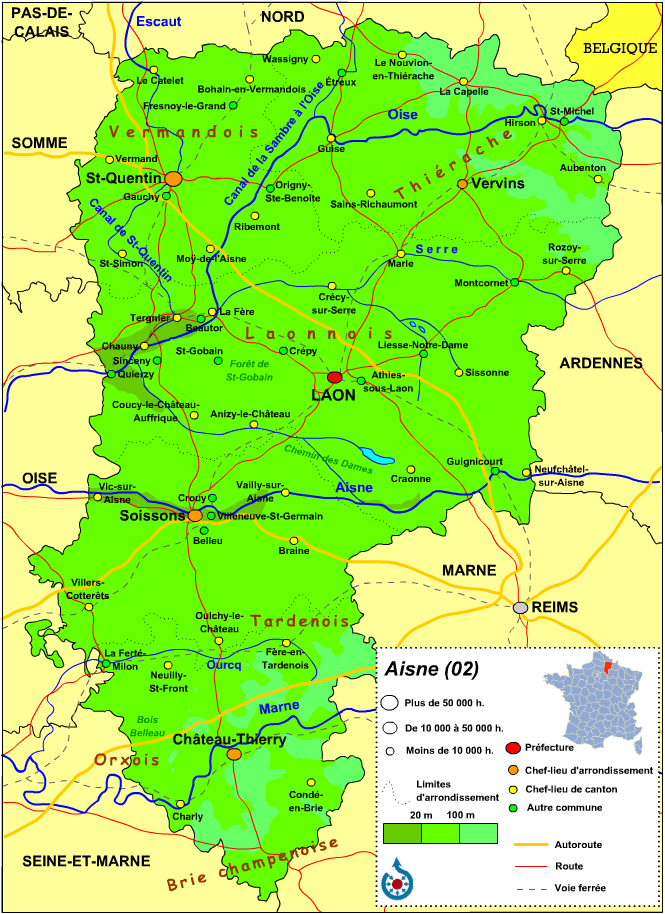
خارطة إقليم الأين

إقليم الآن محاط بأقاليم عديدة وهي نور، سوم، واز، سين ومارن، المارن، الأردين وكذلك بلجيكا. 
حسب إحصائيات 2003، فإن المساحة الخشبية أو المشجرة من الإقليم هي 392 123 هكتار أي 16.6% ويعتبر أقل من المعدل الوطني والذي يقدر ب27.4%.
المدن الرئيسية في الإقليم هم: لان (المحافظة)، سان كونتان، سواسون، شاتو تييري، تارنييه، كوندرون، شوني، إيرسون، فيلار كوتريه، لا فار، فيرفان، غيز.
أنهار ومجاري مائية: إسكو (منبعه قريب من لو كاتليه)، الأين، مارن، أورك، فال، نهر السوم الذي ولد قرب قرية فانسوم في هذا الإقليم، نهر الواز، نهر السار. في جنوب الإقليم يوجد عدة روافد نهرية صغيرة مثل السورمولان، فردونال، دويس.
يقطع الإقليم ثلاثة خطوط حديدية كبيرة تنطلق جميعها من العاصمة باريس:
- من باريس (محطة الشمال) إلى مدينة موباج، يمر من عدة مدن واقعة في الإقليم وهي شوني، تارنييه، سان كونتان.
- من باريس (محطة الشمال) إلى مدينة لان، يمر من عدة مدن في الإقليم وهي سواسون، أنيزي لو شاتو، لان (المحافظة).
- من باريس (محطة باريس الشرقية) إلى مدينة سترازبورغ، يمر بمدينة من الإقليم وهي شاتو تييري.

بالطبع شبكة السكك الحديدية كبيرة في الإقليم لكن أعلاه يوجد الخطوط ذات الملحوظية والحركية الكبيرة.

## التاريخ
الآن كان من بين الأقاليم ال83 التي أنشأت سنة 1790، وقد وقع اتفاقية الإنشاء لويس السادس عشر ورئيس بلدية لان القادم في 1800 جان شارل جوزيف هياسانت دو سار. يعتبر الإقليم ذو تنوع كبير جغرافي وتاريخي حيث أنه قبل نشأته كان جزأ من ثلاثة مقاطعات كبيرة وهي شامبانيي وإيل دو فرانس وبيكاردي.

منذ 1791 و1793، بعثت 6 مناطق في الإقليم (سان كونتان، فيرفان، لان، شوني، سواسون، شاتو تييري) 6 كتائب للمشاركة مع المتطوعين الوطنيين.

في العصور القديمة كان الإقليم يسكن من قبل شعوب الغال، الفيروموندوي، سيوسيونيس، والرامي.

سنة 57 قبل الميلاد وقعت معركة أن وهي المعركة التي مثلت بداية السيطرة الرومانية في الجهة.

سنة 486 فاز كلوفيس الأول على سياغريوس في معركة سواسون التي أنهت تواجد الرومانيين وفتحت الباب لبدء عصر تواجد الفرنجة.

في سنة 752 توج بيبان القصير ملكا على سواسون.

سنة 833، تم تجريد لويس الأول الورع من حقوقه على ملك سواسون.

في 877، شارل الأصلع يؤسس للنظام الإقطاعي في مدينة كيارزي.

في 883، الملك كارلومان الثاني يفوز في فايي سور سان على الفايكنج الذين نهبوا الجهة.

في 1539، ملك فرنسا فرانسوا الأول يصدر أمره الملكي المتعلق بتحوير عدة قوانين مختلفة المحاور بالجهة.

في 1544، توقيع معاهدة سلام بين فرانسوا الأول وكارلوس الخامس في مدينة كرابي في الإقليم.

سنة 1567 وفي خضم الاضطرابات الدينية، سواسون تسرق وتنهب من قبل الكالفينيين

سنة 1594، هنري الرابع يفوز ويسطر على لان التي كانت تحت الرابطة الكاثوليكية.

في 1659، توقيع صلح البرانس الذي يضع حدا لتهديدات بلاد البشكنش.

في 1814، وبعد فوزه في معركة كراون، خسر نابليون الأول في معركة لان بعد ذلك بقليل، ووقعت كلتا المعركتين على أراضي إقليم الآن.

أثناء الحرب العالمية الأولى والحرب العالمية الثانية كان الإقليم مسرحا للعديد من المعارك والتنقلات كونه يقع في شمال فرنسا بين الدول الكبرى المشاركة في الحرب.

## السياسة
في الإدارة المحلية فإن الإقليم مقسم إلى 5 أقسام إدارية، 42 كانتون، 816 بلدية، 5 دوائر انتخابية.
- في انتخابات مجلس النواب 2012، تحصل الإتجاه اليساري على أربعة مقاعد من جملة خمسة من هذا الإقليم، إذا أنه يوجد نائب من الكتلة الإشتراكية، ونائب عن الحزب الاشتراكي، ونائب عن حركة الجمهورية والمواطن، ونائب عن الحزب الراديكالي اليساري، والأربعة من اليسار، وأخيرا نائب عن الاتحاد من أجل حركة شعبية اليميني.
- في انتخابات مجلس الشيوخ 2008، تحصل نائبان من الاتحاد من أجل حركة شعبية اليميني على مقعدين وذهب المقعد الثالث لنائب يساري عن الحزب الاشتراكي.
- منذ 200ç محافظ هذا الإقليم هو بيار بايل.
- في مجلس أن العام، يسيطر اليسار عليه بشغوره 28 مقعد من جملة 42 مقعد، وذهبت المقاعد ال14 الباقية لليمين.

## السكان
يحتوي الإقليم على مدينة واحدة متوسطة وهي سان كونتان، وثلاث مدن صغيرة لان، سواسون، شاتو تييري. الكن يوجد العديد من القرى والقرى المتمدنة والتجمعات الحضرية الأخرى.

واجه الإقليم نقصا ملحوظا في سكانه أثناء الهجرة من الريف في النصف الثاني من القرن التاسع عشر. وفي الحرب العالمية الأولى، استرجعت الآن نسبة سكانها المعهودة سنة 1900.

في 2009، تتكون الآن من 870 539 ساكن.

## الاقتصاد
سنة 2006، يقدر الناتج المحلي الإجمالي للفرد في إقليم الآن 018 18 يورو وهو أقل من المعدل الوطني 059 24 يورو. وكذلك نسبة البطالة أعلى من المعدل الوطني حيث أن 11.8% من سكان الإقليم النشطين عاطلين عن العمل، بينما المعدل الوطني هو 8.8%.

قرابة 20% من سكان الآن يعملون في مجال الصناعة، مثل صناعة السيارات، المعادن، التعبئة والتغليف.

يتميز إقليم الآن بصناعة الغذاء، حيث أنه يقع في المرتبة الأولى في فرنسا في إنتاج الشمندر السكري، والثاني في إنتاج القمح، والثالث في إنتاج البطاطا.

## الثقافة والسياحة

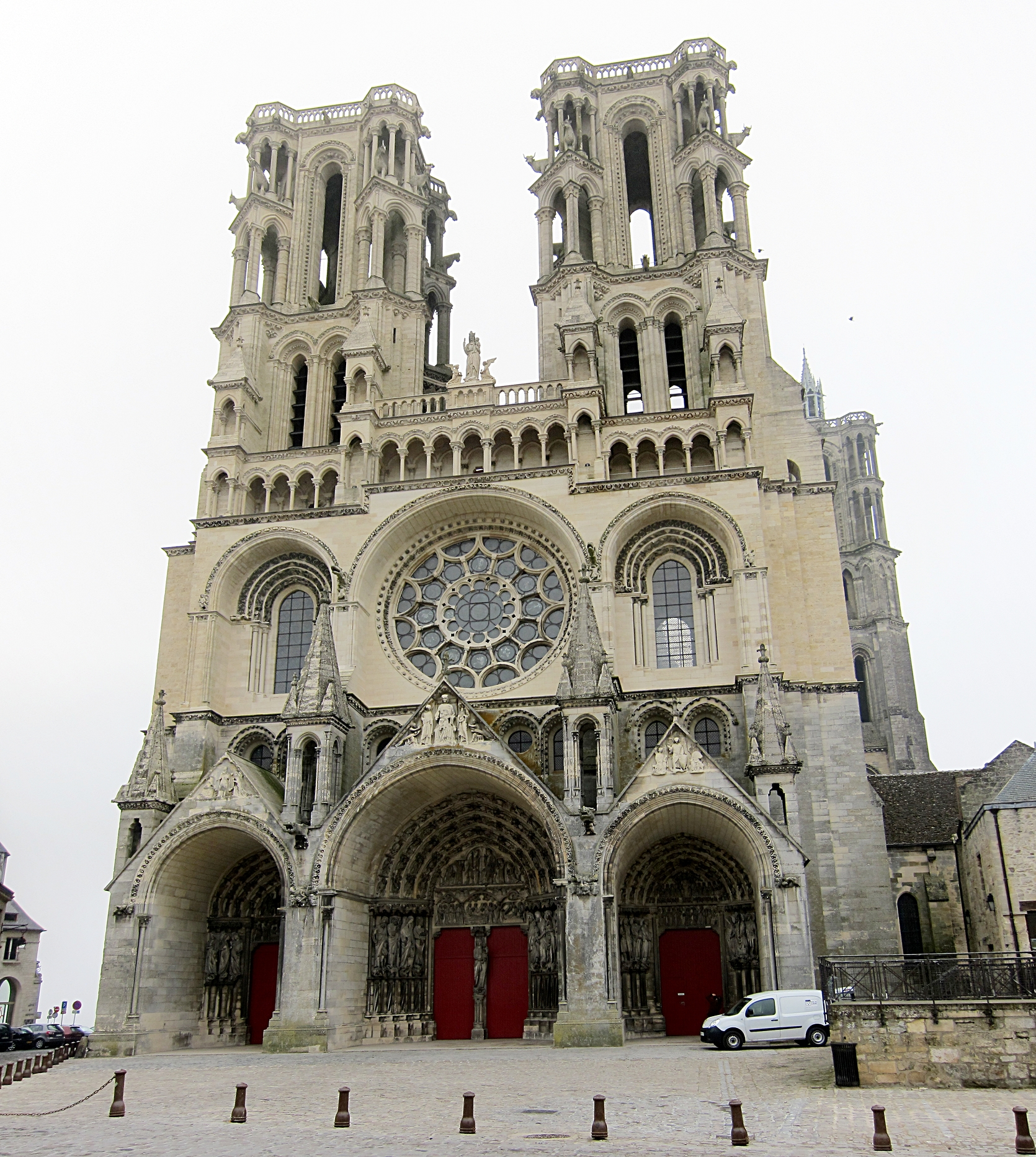
كاتدرائية لان

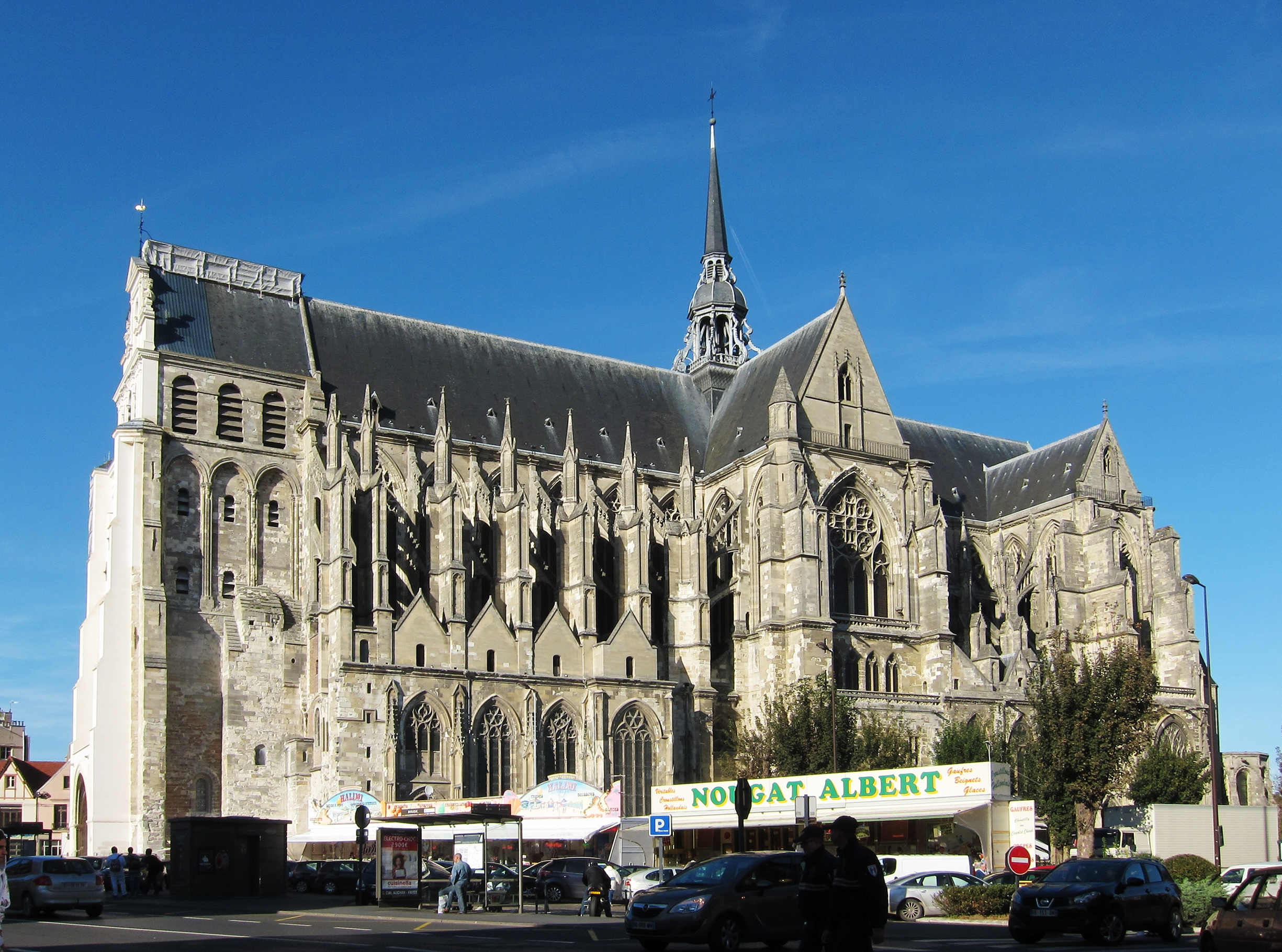
بازيليك سان كونتان

يوجد في الإقليم عدة قصور مختلفة الحجم ومنها ثمانية كبيرة. 

يوجد الكثير من الأثار الدينية في الإقليم وعدة كنائس ومنها العديد ذات شهرة كبيرة مثل بازيليك سان كونتان، كاتدرائية لان وكاثدرائية سان جيرفيه وسان بروتيه دو سواسون.

يوجد عشرات المتاحف في الجهة، ومن أشهرها المتاحف المحلية لجان دو لافونتين، وجان راسين، وألكسندر دوما.

يوجد في الإقليم السياحة النهرية، خاصة في قناة سان كونتان.

### اللغات المحلية
إضافة إلى اللغة الفرنسية الرسمية، يوجد عدة لهجات محلية يتحدث فيها في الإقليم؛
- اللغة البيكاردية في الشمال.
- اللغة الشامبانية في الجنوب.

## شخصيات مشهورة
- أشيل جاكوبان: نحات، ولد سنة 1874 وتوفي سنة 1958.
- بول كلوديل: أديب وشاعر ومسرحي ودبلوماسي، ولد 1868 وتوفي سنة 1955.
- كاميي كلوديل: نحاتة، ولدت سنة 1864 وتوفيت في 1943.
- جان دو لافونتين: شاعر وكاتب، ولد في 1621 وتوفي في 1695.
- ألكسندر دوما: كاتب، ولد في 1802 وتفي 1870.
- جان راسين: شاعر وكاتب مسرحي، ولد في 1639 وتفي سنة 1699.
- كونتان دو لا تور: رسام بورتريه باستيلي، ولد سنة 1704وتوفي سنة 1788.
- غراكوس بابوف: ثوري، ولد سنة 1760 وتفي سنة 1797.
- غويوم بنوا أوديه: قاض وسياسي، ولد في 1744 وتفي سنة 1812.
- هنري ماتيس: فنان ورسام ونحات، ولد في 1869 وتفي سنة 1954.
- سيباستيان كويه: منشط ومخرج ومغني دي جي وفكاهي ومنتحل شخصيات ومغني، ولد سنة 1972.
- جان باتيست أندريه غودان: صناعي ومحسن، ولد سنة 1817 وتوفي 1888.
- كوندروسيه: فيلسوف ورياضياتي ورجل سياسي من عصر التنوير، ولد سنة 1743 وتوفي سنة 1794.
- كاميني: مغني راب، ولد سنة 1979.
- جان ميرموز: طيار، ولد سنة 1901 وتوفي في 1936.
- ليون لارميت: رسام، ولد سنة 1844 وتوفي سنة 1925.

## مقالات ذات صلة
- أقاليم فرنسا.
- نهر الأين.
- مجلس أين العام (مجلس عام).

## روابط خارجية
- الموقع الرسمي لمجلس أن العام.